# Tanypteryx hageni
Tanypteryx hageni – gatunek ważki z rodziny Petaluridae. Występuje na terenie Ameryki Północnej.